# Eressa lepcha
Eressa lepcha är en fjärilsart som beskrevs av Moore. Eressa lepcha ingår i släktet Eressa och familjen björnspinnare. Inga underarter finns listade i Catalogue of Life.